# Magnétoaérodynamique
La magnétoaérodynamique (MAD) est un domaine particulier de la magnétohydrodynamique (MHD), d'où son autre appellation de MHD-gaz. Son but est le contrôle de l'écoulement gazeux par des forces électromagnétiques dites forces de Lorentz afin de rendre possible le vol atmosphérique à vitesse hypersonique. 

## Introduction
La MAD ou MHD-gaz est une science à la croisée de plusieurs disciplines : mécanique des fluides, aérodynamique, électromagnétisme et physique des plasmas.
La physique des plasmas est au cœur de la MAD : l'air est un isolant. Pour lui appliquer des forces de Lorentz et que celles-ci puissent agir sur le gaz, il faut préalablement rendre cet air conducteur de l'électricité en le ionisant, ce qui peut être réalisé par différents moyens (micro-ondes à 3 GHz, THT, faisceaux d'électrons ou laser, rayonnement ionisant). Un gaz ionisé est un plasma.
Ces gaz faiblement ionisés sont dans ce cas des plasmas froids, placés en présence de champs magnétiques intenses. L'étude de ces interactions concerne une branche de la MHD dite à faible nombre de Reynolds magnétique (moins documentée et fondamentalement plus complexe que la « MHD des plasmas chauds » à fort nombre de Reynolds magnétique, à l'œuvre par exemple en astrophysique et dans les plasmas thermonucléaires). Ainsi un « plasma bitempérature » sous paramètre de Hall élevé (quand le champ magnétique est intense) dans un convertisseur MHD est le siège du phénomène d'instabilité électrothermique difficile à maîtriser.
La MHD-gaz a fait l'objet de recherches très actives dans les pays industrialisés des années 1960 à 1970, mais a été ensuite abandonnée face aux obstacles techniques tels cette instabilité électrothermique ou la masse trop importante des électroaimants à embarquer (à l'exception notable des États-Unis et de la Russie, qui disposent depuis les années 1970 du seul générateur MHD-gaz fonctionnel au monde,).
L'enthousiasme suscité par cette technologie naissante a été à l'origine, au cours des années 1960, de programmes de recherche et développement militaires liées aux applications aérospatiales envisageables : contrôle des écoulements, génération de puissance, etc. Ces efforts conservent à ce jour un faible niveau de visibilité. Néanmoins, depuis le tournant du XXIe siècle, et à la faveur du progrès technique accompli dans le domaine des matériaux et dans la simulation numérique de phénomènes complexes, les recherches sur les applications aérospatiales des plasmas dont la magnétoaérodynamique fait partie (liée ou non aux applications propulsives) reprennent activement dans plusieurs pays, dont la Russie, les États-Unis, la Chine, le Japon, l'Allemagne et la France, grâce à la puissance accrue des systèmes de calcul informatique permettant des modélisations pointues des phénomènes microscopiques et macroscopiques en jeu, ainsi que la disponibilité d'électroaimants supraconducteurs de plus en plus performants.

## Applications
La MAD offre plusieurs solutions pour le vol atmosphérique à vitesses supersonique et hypersonique, principalement pour se prémunir contre le mur du son et le mur de la chaleur. Ces recherches théoriques et expérimentales sont regroupées sous le terme anglais de "flow-control MHD" (contrôle actif de l'écoulement gazeux par accélérations ou freinages MHD localisés) :
- Bouclier MHD : ralentissement progressif des capsules spatiales et protection de la paroi contre l'échauffement en phase de rentrée atmosphérique[5].

- Génération d'énergie MHD : une tuyère MHD est intégrée au système de propulsion aérobie d'un aéronef et convertit l'énergie cinétique (vitesse) des espèces ionisées quittant la chambre de combustion, en électricité. L'écoulement ionisé peut être subsonique, supersonique ou hypersonique. En décembre 2006, General Atomics a testé à Mach 8 le premier démonstrateur de générateur MHD hypersonique, positionné en sortie de chambre de superstatoréacteur. Cette expérience a été réalisée dans le cadre du programme HVEPS (Hypersonic Vehicle Electric Power System) initié par l'US Air Force en 2001. Le démonstrateur a permis d'obtenir une puissance maximale de 15 kW, inférieure de 67 fois à l'objectif initialement visé fixé à 1 MW[6].

- Pontage MHD (MHD-bypass) : dispositif intégré au système de propulsion aérobie composé d'un générateur MHD, d'une chambre combustion (ou d'ionisation) et d'un accélérateur MHD. Il permet à un avion d'évoluer à très grande vitesse sous l'impulsion d'un système de propulsion conventionnel assistée par MHD. Ce type de dispositif travaille en trois temps. Dans un premier temps, l'air est progressivement ralenti, compressé et préchauffé jusqu'à l'entrée de moteurs à réaction (processus qui génère également de l'énergie, par conversion MHD). L'écoulement ainsi traité simplifie les phénomènes de combustion (seconde étape). Dans un troisième temps, les gaz chauds et ionisés issus de la combustion sont réaccélérés en sortie de tuyère. Ce thème de recherche est l'un des nombreux aspects, complexes, du concept d'avion hypersonique russe Ajax[7] et du développement des tuiles MHD réversibles[8] dans le domaine astronautique).

- Contrôle des écoulements externes : réduction ou suppression des ondes de choc, des traînées de frottement, de sillage et d'onde, par accélération ou freinage MHD sur tout ou partie de la surface d'un aéronef en contact avec l'air (surface mouillée).

- Propulsion par forçage des écoulements externes : exploitation de la poussée MHD comme force propulsive principale pour de futurs véhicules aérospatiaux (nécessite une source d'énergie très puissante). Voir à ce propos les études préliminaires effectuées dans les années 1970 et 1980 par le physicien Jean-Pierre Petit du CNRS (aérodynes MHD[9]) et depuis le début des années 1980 par le physicien Leik Myrabo (en) du RPI (MHD slipstream accelerator) par ailleurs impliqué dans le Projet Lightcraft à rayonnement laser et micro-ondes.